# Bedotiidae
Diffusi nelle acque dolci del Madagascar, i pesci della famiglia dei Bedotidae facevano parte fino a qualche anno fa della grande famiglia degli Aterinidi ed è accomunato ai Melanotenidi australi.
I Bedotidi sono pesci di piccole dimensioni, che variano da 4,5 cm (Rheocles lateralis) a 14 (Rheocles alaotrensis).
Caratteristica di questi pesci è una doppia pinna dorsale.
I predatori naturali di questa famiglia sono principalmente i Channidae.

## Alimentazione e riproduzione
Tutti i Bedotidi si cibano di piccoli invertebrati acquatici e terrestri. 

Dopo ogni accoppiamento, la coppia posiziona le uova in un nido di alghe galleggianti, dove incuberanno per sei giorni, fino alla schiusa.

## Acquariofilia
Il genere Bedotia è oggetto di interesse da parte degli acquariofili, per via della livrea colorata delle specie, tra cui Bedotia geayi, certamente la più diffusa.

## Specie
- Bedotia geayi
- Bedotia madagascariensis
- Bedotia marojejy
- Bedotia masoala
- Rheocles alaotrensis
- Rheocles derhami
- Rheocles lateralis
- Rheocles pellegrini
- Rheocles sikorae
- Rheocles vatosoa
- Rheocles wrightae